# Kaleb di Axum
Kaleb di Axum, o Elesbaan (... – 520 circa), è stato un sovrano etiope.

## Biografia
Kaleb è stato un sovrano del Regno di Axum, ricordato per le sue campagne militari volte a espandere la fede cristiana nell'area del Corno d'Africa, del Sudan e del sud dell'Arabia; sotto il suo comando gli axemiti nel 525 conquistarono lo Yemen, da dove però furono scacciati nel 572.
Durante il suo regno il Cristianesimo entrò nel paese, tramite la predicazione dei Nove santi. La sua tomba si trova ad Axum, accanto a quella del figlio, ma non fu mai utilizzata: dopo l'introduzione del nuovo culto si fece infatti seppellire nel monastero di Debre Damo che aveva fondato.

## Culto
Venerato come santo dalla Chiesa ortodossa etiope, Chiese ortodosse orientali e Chiesa cattolica. La ricorrenza si festeggia il 24 ottobre per gli ortodossi, mentre è il 27 ottobre per i cattolici. Il Martirologio Romano lo ricorda il 15 maggio.